# Ralph DePalma
Raffaele "Ralph" De Palma, né le 19 décembre 1882 à Biccari (Italie) et décédé le 31 mars 1956 à South Pasadena d'un cancer, était un pilote automobile italo-américain, vainqueur des 500 miles d'Indianapolis en 1915. Il disputa également des courses de board track (sur pistes en bois) et dirt road (sur terre battue).

## Biographie

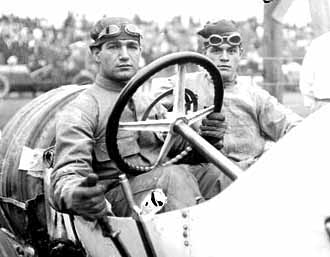
DePalma (et son mécanicien Tom Alley), vainqueur du premier de ses trois Trophée, en 1912 sur Mercedes.

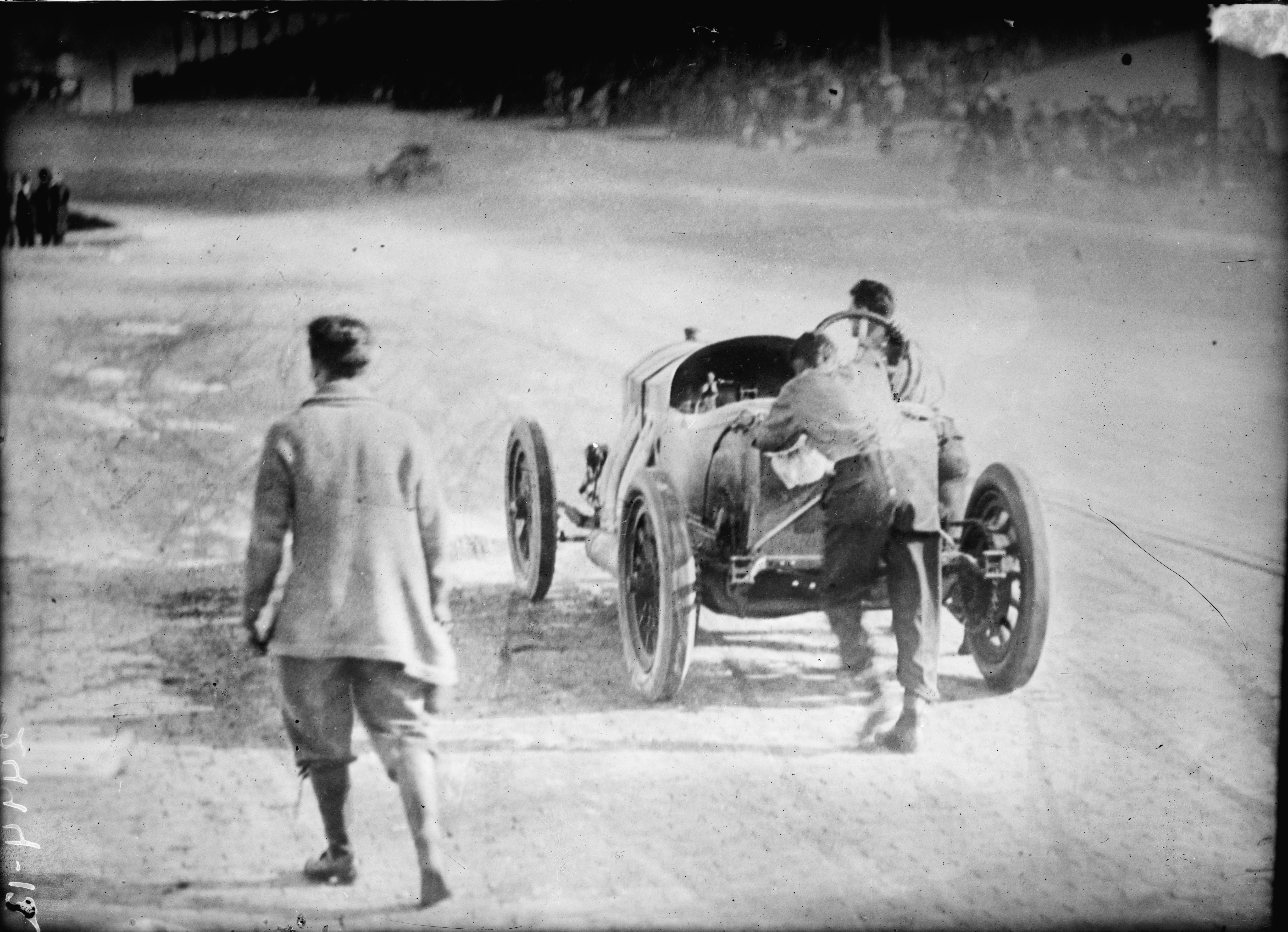
DePalma poussant sa voiture en 1912 à l'Indy 500, pour franchir la ligne d'arrivée.

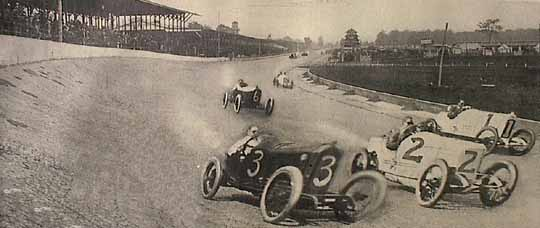
Départ de l'Indy 500 en 1915, avec de droite à gauche Howard Wilcox (Stutz), DePalma, et Dario Resta (Peugeot).

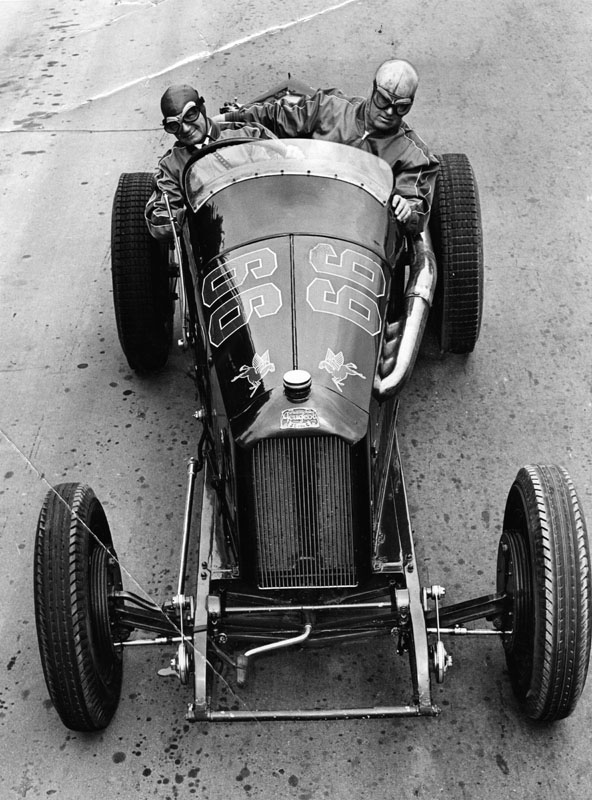
DePalma et son mécanicien Lindley Bothwell, prenant la pose sur Peugeot L76 en 1916.

Sa famille émigra aux États-Unis en 1893.

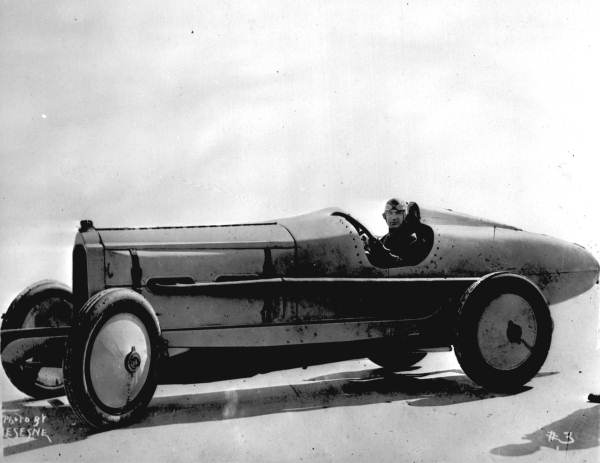
DePalma avant de battre le record du mile (et de vitesse terrestre) en 1919 à Daytona Beach (FL)...

Après quelques courses cyclistes, il passa sur motocyclette à 22 ans puis débuta la compétition automobile en 1907. 27 années plus tard ses gains étaient estimés à 1,5 million de dollars.
En 1912, il perd les 500 miles d'Indianapolis alors qu'il monopolise la tête durant 196 des 200 tours que compte la course, avec sa Mercedes. À deux tours de l'arrivée un piston défaille l'obligeant à pousser le véhicule, pour acquérir une onzième place finale (seuls les concurrents accomplissant tout le trajet étaient alors rémunérés). Le 5 octobre de la même année il faillit perdre la vie lors d'un accident avec sa Mercedes à Wauwatosa (Milwaukee WI) durant le Grand Prix des États-Unis sur route (hospitalisé durant onze semaines, après s'être empalé sur une tige de maïs). En juin 1917 il perd une série de courses de 10 à 25 miles au Milwaukee Mile, face à Barney Oldfield.
Installé aux États-Unis, il en obtient la citoyenneté en 1920. Trois ans plus tard, il fonde à Détroit la société DePalma Manufacturing Company, qui fabrique des voitures de course et assemble des moteurs pour automobiles et avions.
En 1925, son neveu Pete DePaolo remporte dix ans après lui les 500 miles d'Indianapolis, sur Duesenberg.
Durant les années 1930 il participa à des compétitions de stock-car, jusqu'en 1936, décidant alors d'arrêter la compétition et de devenir arbitre honoraire des 500 miles d'Indianapolis (une charge qu'il honore jusqu'en 1954). Décédé en 1956, il repose au cimetière Holy Cross de Culver City (Californie).
Au long de sa carrière, il dispute au total 2 889 courses entre l'Amérique du Nord et l'Europe, avec 2 557 à la clé.

## Titres
- American AAA National Championship dirt track racing : 1908, 1909, 1910 et 1911[4];
- U.S. National driving Championship car racing (rétrospectif et décerné par le AAA Contest Board en 1926-27, et le journal Motor Age « Driver of the Year » ultérieurement) : 1912 et 1914 (4e en 1913[5], 1916, 1918 et 1920);
- Canadian National Championship car racing : 1929;

### Principales victoires

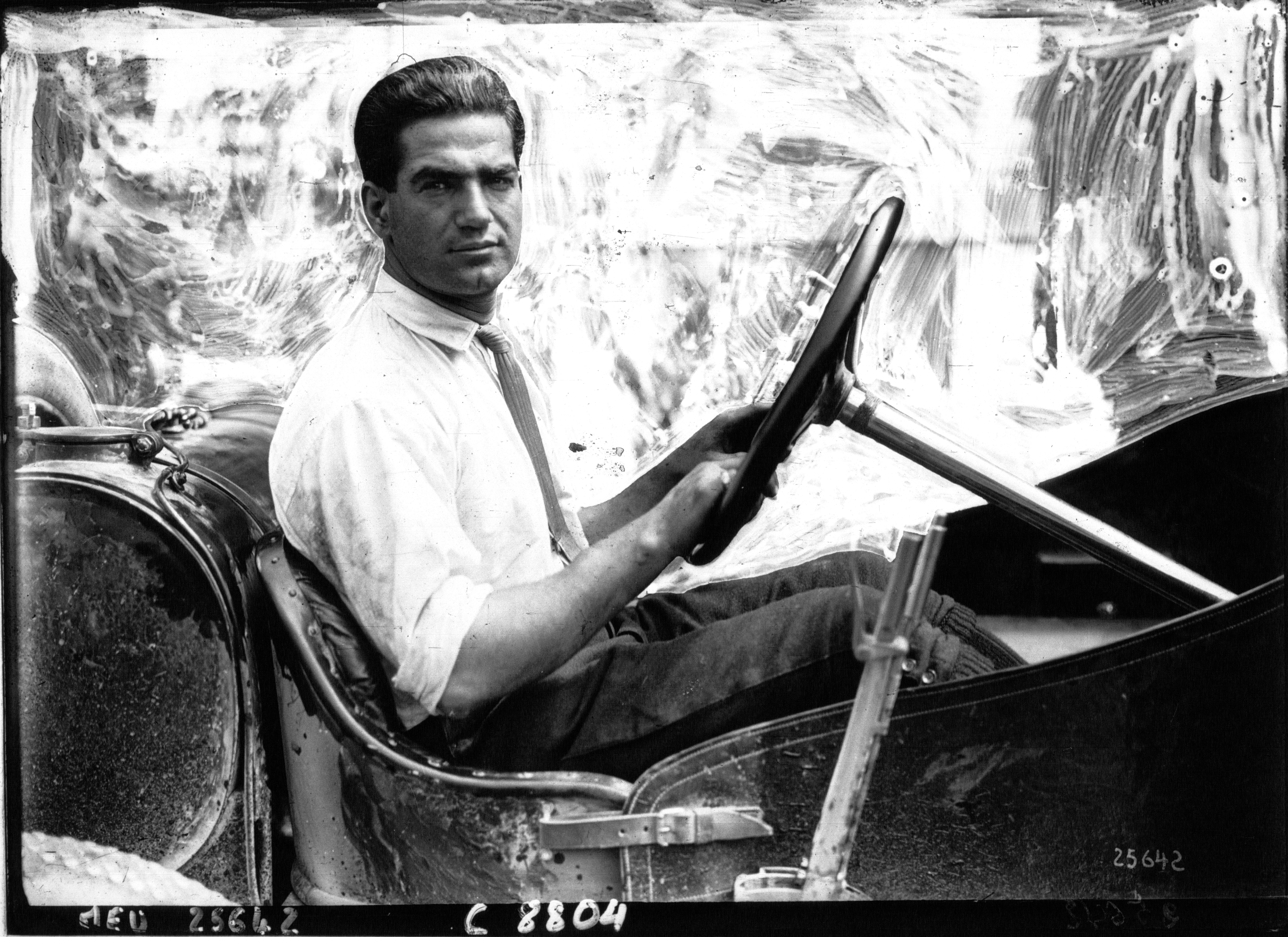
Ralph DePalma dans sa Fiat au Grand Prix de Dieppe de 1912

#### Championnat de l'AAA
100 courses disputées sous l'égide de l'AAA entre 1909 et 1933, pour 32 victoires en 17 ans. 25 victoires retenues officiellement en championnat AAA avec une carrière AAA étalées sur 24 ans et 3 165 points inscrits. Chronologiquement, il concourt sur Fiat de 1909 à 1910, National, Simplex, Mercedes de 1911 à 1916 (avec des intermèdes sur Mercer en 1913 et Stutz en 1915), Peugeot, Packard de 1917 à 1919, Ballot en 1920-1921, Duesenberg en 1922-1923, et enfin Miller de 1924 à 1933).
- 500 miles d'Indianapolis 1915 sur Mercedes 4,5 l GP (pour l'E.C. Patterson team ; participation également à cette course de son frère cadet Giovanni « John » DePalma); obtention aussi à l'Indy 500 de la pole position à deux reprises consécutives, en 1920 sur Ballot française (159,566 km/h),-voiture qui mena la course durant plusieurs tours-, en équipe avec les Français Thomas et Chassagne, et en 1921 pour le même constructeur (162,14 km/h); 4e place en 1922, 6e en 1911 et 1919, et 7e en 1925;

Ainsi que :
- 1909 : Riverhead 1
- 1912 : Santa Monica 2, Elgin 1, Elgin 2 et Milwaukee 1
- 1913 : Elgin 1
- 1914 : Santa Monica 1, Elgin 1 et Elgin 2
- 1915 : Kalamazoo
- 1916 : Des Moines, Minneapolis, Omaha et Kansas City 1
- 1917 : Chicago 2
- 1918 : Harkness Trophy Race (en) (Sheepshead Bay), Cincinnati, Chicago 1, Chicago 2, Chicago 3, Sheepshead Bay 1, Sheepshead Bay 2 et Sheepshead Bay 3
- 1919 : Sheepshead Bay 4
- 1920 : Elgin et Syracuse
- 1921 : Beverly Hills 1, Beverly Hills 5 et Beverly Hills 6
- 1925 : Syracuse
- 1926 : Syracuse

#### Autres victoires
- 1911 : Milwaukee Mile
- 1912, 1914 et 1920: Trophée Elgin (Illinois) (sur 250, et 300 miles)
- 1912 et 1914 : Coupe Vanderbilt sur Mercedes, puis Schroeder-Mercedes "Gray Ghost" (Milwaukee WI, puis Santa Monica CA (sa « plus grande victoire » face à son rival Barney Oldfield)
- 1920 (hors AAA): deux victoires au Meeting international d'Indianapolis, sur Ballot (lors des 500 miles) : Trophée des 300 miles et Coupe des 400 milles[6]

## Records
- 1919 (12 février) : record du mile à Daytona sur Packard 905 V12, à 241,200 km/h (avant la limitation internationale retenue à des moteurs de 3 litres à partir de 1920 - Record de vitesse terrestre reconnu par les États-Unis, mais pas par l'AIACR)
- Recordman du nombre de victoires officielles en ChampCar AAA : 25[7]
- DePalma établit un record de 613 tours au total parcourus en tête des 500 miles d'Indianapolis, qui est battu par Al Unser Sr après ses 200 tours supplémentaires bouclés lors de l'édition 1987 de la course
- Vainqueur de plus de 2 000 courses durant sa longue carrière (d'après l'IMHF).

## Distinctions
- Automotive Hall of Fame (Dearborn MI) en 1973;
- Temple international de la renommée du sport automobile (IMHF) en 1991;
- National Sprint Car Hall of Fame en 1991;
- Motorsports Hall of Fame of America en 1992.

## Filmographie
- 1920 : High Speed
- 1924 : Racing for Life : Le champion